# Rivne
Rivne (in ucraino Рівне?; in russo Ровно?, Rovno; in polacco Równe) è una città ucraina (243 873 abitanti), nel distretto di Rivne, nell'oblast' di Rivne. Ospita l'amministrazione dell'oblast' di Rivne, del distretto di Rivne e della comunità territoriale di Rivne, una delle comunità territoriali dell'Ucraina.
Fino al 18 luglio 2020 Rivne costituiva una città di rilevanza regionale e fungeva da centro amministrativo del distretto di Rivne, sebbene non appartenesse al distretto. Nell'ambito della riforma amministrativa che ha ridotto a quattro il numero dei distretti dell'oblast' di Rivne, la città fu integrata nel distretto di Rivne.
Rivne è un importante nodo autostradale (collega Brėst, Kiev, Leopoli) e ferroviario (Zdolbuniv, Sarny, Kovel'), ed è sede di un aeroporto internazionale.

## Storia
Durante la seconda guerra mondiale e l'occupazione tedesca, dal 1941 al 1944, Rivne fu la capitale del Reichskommissariat Ukraine. Al tempo la città era uno dei principali centri della presenza ebraica nella Polonia orientale. Vi vivevano oltre 25.000 ebrei. Già il 6 novembre 1941, circa 21 000 di loro furono uccisi in un eccidio nella foresta di Sosenski. I circa 5 000-7 000 ebrei rimasti in città furono confinati in un ghetto fino al giugno 1942, quando furono anch'essi sterminati in un eccidio in una cava presso Kostopil'.

## Monumenti e luoghi d'interesse
- Cattedrale di San Basilio
- L'ex chiesa cattolica di Sant'Antonio, oggi sala per organo e musica da camera della Filarmonica regionale di Rivne